# Reet (Rumst)
Reet – dzielnica (deelgemeente) gminy Rumst w Belgii, w Regionie Flamandzkim, w prowincji Antwerpia, w okręgu Antwerpia. 1 stycznia 2020 roku liczyła 6828 mieszkańców. Do 31 grudnia 1976 samodzielna gmina.

## Demografia
Liczba mieszkańców, stan na 1 stycznia:
| Rok                | 1900 | 1930 | 1970 | 2020 |
| ------------------ | ---- | ---- | ---- | ---- |
| Liczba mieszkańców | 1615 | 2286 | 4444 | 6828 |

## Transport
Do 2 października 1952 r. w Reet znajdowała się stacja kolejowa Reet.